# Igor Saalfeld
Igor Saalfeld Junior (Sorocaba, 1982) é um jornalista, locutor e apresentador de rádio brasileiro. Passou por várias grandes emissoras do país.
Começou sua carreira aos 16 anos na 89 FM, em sua cidade natal. Em 2000, estreou na Mix FM São Paulo, onde ficou por 4 anos. Lá inaugurou o sinal da rede Mix FM, que atualmente conta com dezenas de afiliadas. De lá foi para a Educadora FM, da cidade de Campinas, interior de São Paulo. Atuou na área de locução e promoção.
Trabalhou na Rede Jovem Pan 2 FM, transmitindo para todo o Brasil em mais de 54 emissoras afiliadas por um período de 2 anos. Durante seu trabalho, inaugurou o sinal da rádio Classic pan, uma emissora voltada ao público adulto, gerando o sinal via satélite para duas afiliadas Santos e Maringá.
Saalfeld foi também coordenador da rádio Clip FM, em Indaiatuba. Seu último trabalho em rádio foi como locutor, voz padrão e gerente de promoção e projetos da rádio Dumont FM de Jundiaí.
O profissional deixou o rádio em Junho de 2010 para realização de projetos pessoais e passou 1 ano e meio na Europa. Em 2012, voltou ao Brasil e trabalhou nas rádios Educadora FM e Nativa FM, ambas em Campinas. Na rádio Educadora fez parte da linha de frente do departamento de criação artística da emissora, repaginando a plástica e a apresentação dos programas. O novo programa Rádio Blog foi de sua criação no ano de 2010, trazendo ao rádio do interior paulista um novo formato de produto que se apóia no stand-up comedy.
Novamente volta à Europa no início de 2014 e deixa o rádio por tempo indeterminado. Seu trabalho com áudio se limita apenas à loucuções e projetos esporádicos. É possível encontrar diversas passagens de sua locução em plataformas digitais como Youtube e Soundcloud.

## Referência
- Entrevista no Portal Tudo Rádio
- Notícias no Portal Tudo Rádio
- Site Oficial Rádio Jovem Pan FM
- Site Oficial Rádio Educadora FM
- Site Oficial Rádio Dumont FM
- Site Oficial Rádio Classic Pan